# Nannette Streicher

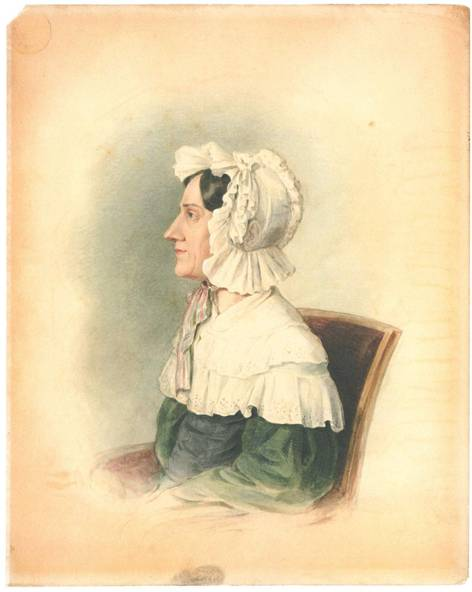
Nannette Streicher, Tuschezeichnung von Ludwig Krones, 1836

Anna-Maria genannt Nannette Streicher, geb. Stein (* 2. Januar 1769 in Augsburg; † 16. Januar 1833 in Wien), war eine deutsch-österreichische Klavierbauerin, Komponistin, Musikpädagogin und Schriftstellerin.

## Leben

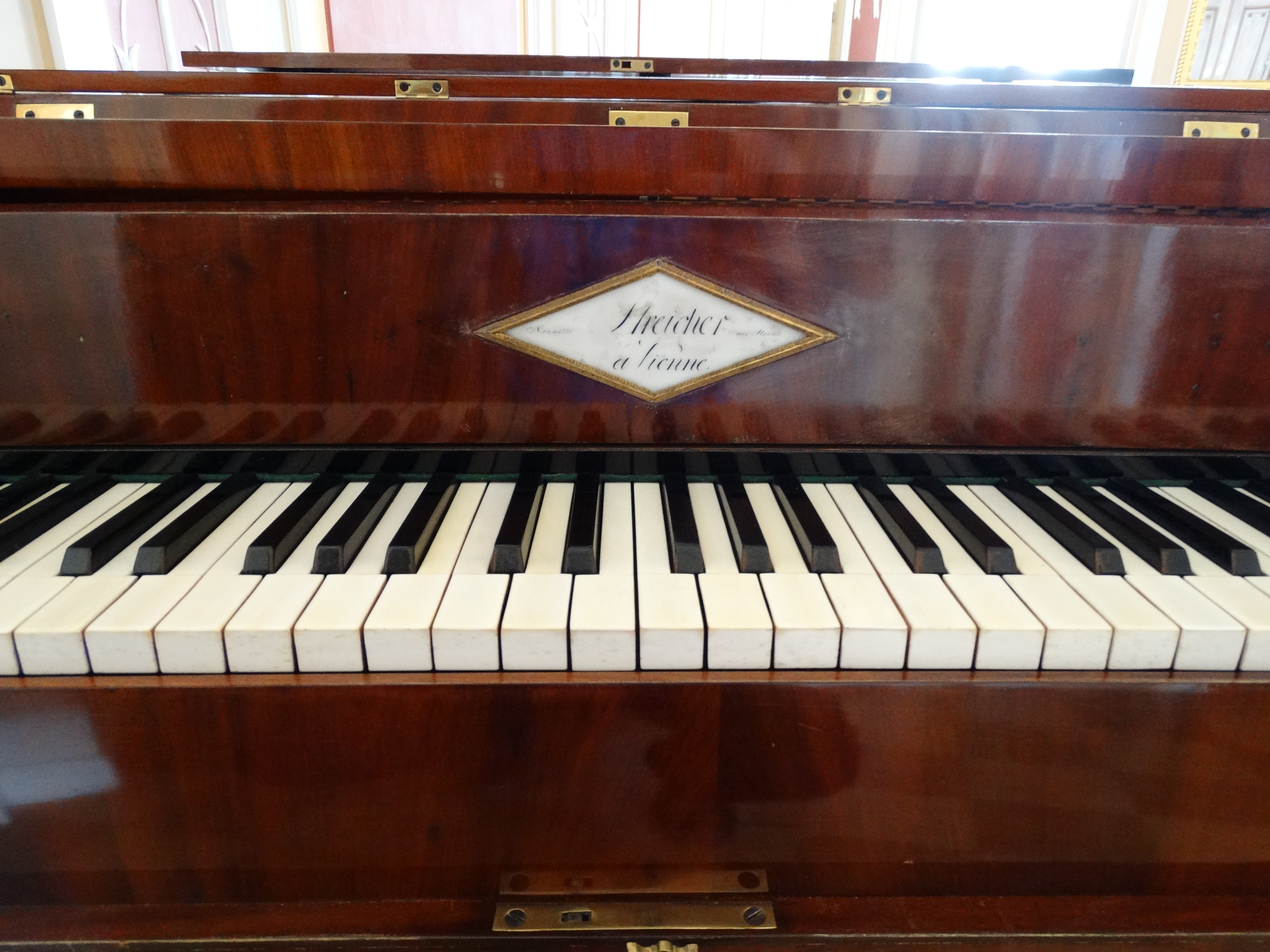
Streicher-Flügel um 1820

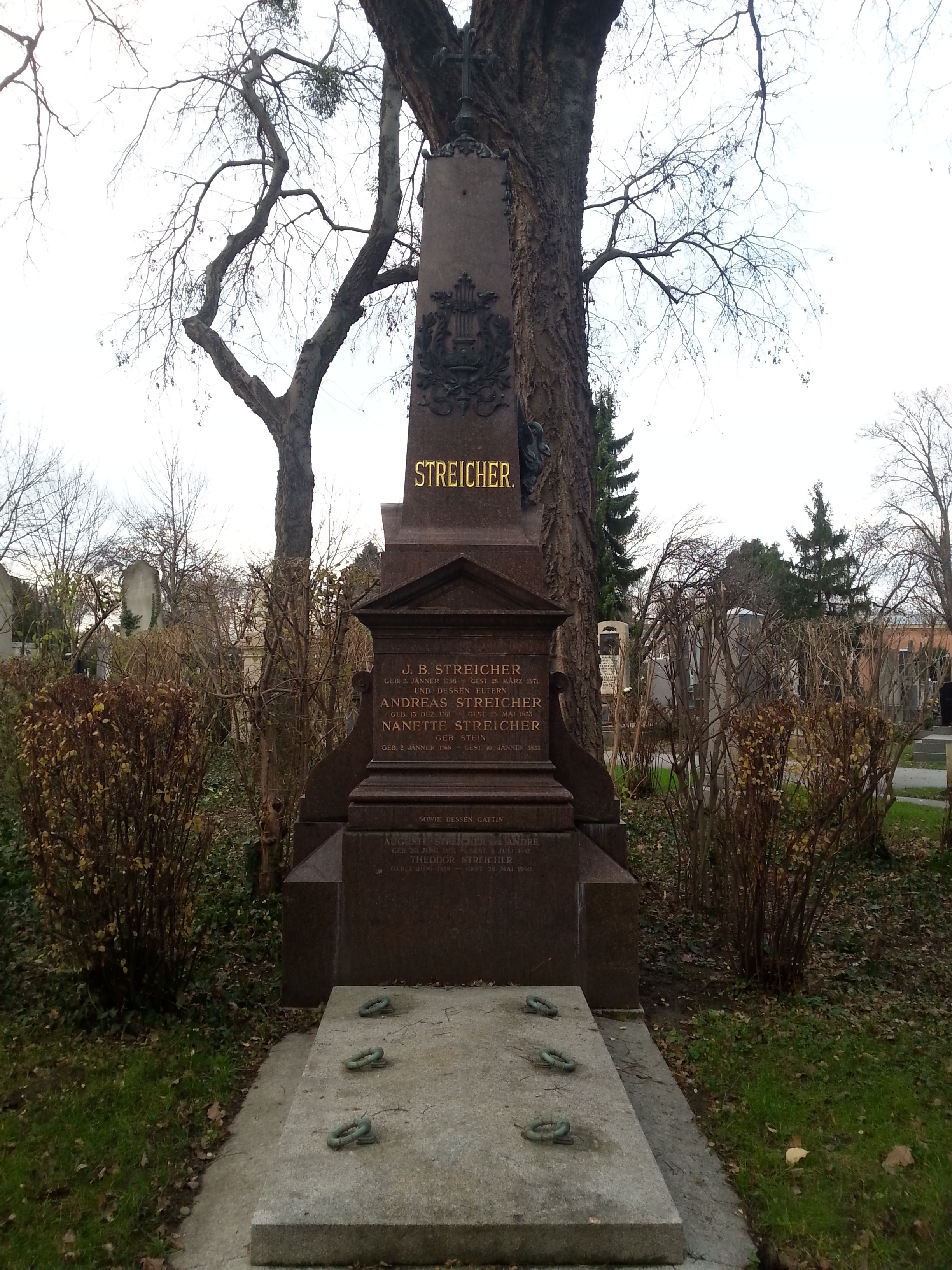
Grab von Nannette Streicher und ihrer Familie auf dem Wiener Zentralfriedhof, 32A Nr. 30 (Dez. 2014)

Nannette war das sechste Kind des Orgel- und Klavierbauers Johann Andreas Stein in Augsburg (1728–1792) und seiner Frau Maria Regina Stein geb. Burkhart. Schon früh erhielt sie Klavierunterricht von ihrem Vater, der dabei ganz unter dem Einfluss seines Freundes Ignaz von Beecke stand. Nannette Stein debütierte im April 1776 als Siebenjährige mit einem Klavierkonzert in der Augsburger Patrizierstube und erhielt als Anerkennung der großen Bewunderung eine Medaille überreicht.
In Augsburg trat Nannette Stein als Pianistin immer wieder in Konzerten auf, teilweise gemeinsam mit ihrer Freundin, der Hofpianistin von Oettingen-Wallerstein, Anna von Schaden. 1787 sang sie in einem Konzert „einige kleinere Arien“. Das Singen musste sie später aus gesundheitlichen Gründen aufgeben. Der Vater hatte sie schon sehr früh im Klavierbau unterwiesen, so dass sie in der Lage war, die Werkstatt nach seinem Tode am 29. Februar 1792 selbstständig weiterzuführen.
Im Jahre 1794 heiratete sie den Musiker und Friedrich-Schiller-Freund Johann Andreas Streicher (1761–1833) und übersiedelte im selben Jahr mit ihm nach Wien. Hier führte sie den väterlichen Betrieb, zunächst gemeinsam mit ihrem jüngeren Bruder Matthäus Andreas Stein (1776–1842), seit 1802 unter eigenem Namen (Nannette Streicher geb. Stein) weiter. Mit der Unterstützung ihres Mannes – und seit 1824/25 mit ihrem Sohn Johann Baptist (1796–1871) als Teilhaber – gelang es ihr, den Betrieb zu einem der bedeutendsten Klavierbauunternehmen der Residenzstadt auszubauen.
Johann Baptist Streicher wurde 1833 Alleininhaber der Fabrik, die unter seiner Leitung zahlreiche Patente entwickelte und Weltruf erlangte. Johann Baptists Sohn Emil verkaufte das Unternehmen 1896 an die Gebrüder Stingl.
Zu den Freunden und Kunden des Ehepaars Streicher zählten u. a. Ludwig van Beethoven und Johann Wolfgang von Goethe.
Nannette und Andreas Streicher waren jedoch nicht nur Klavierbauer. Einen wichtigen Beitrag zum Wiener Musikleben bildeten auch die Konzerte, die sie zunächst in ihrer Wohnung, ab 1812 dann in ihrem etwa 300 Zuhörer fassenden Klaviersalon veranstalteten und jungen Künstlerinnen und Künstlern willkommene Auftrittsmöglichkeiten boten.
Nannette Streicher selbst spielte gerne in privatem Kreis vor Musikfreunden und Besuchern, mitunter zusammen mit ihrer Tochter Sophie (1797–1840), einer gleichfalls begabten Klavierspielerin. Sie stand in Verbindung mit vielen großen Musikerpersönlichkeiten Wiens; ihre Freundschaft zu Beethoven ist in über sechzig kleinen Briefchen dokumentiert, in denen er sie um Rat und Hilfe in Haushalts- und Erziehungsfragen bat, nachdem er die Vormundschaft für seinen Neffen Karl erhalten hatte. Eintragungen in den Konversationsheften des Komponisten belegen, wie eng der Kontakt zwischen Beethoven und der Familie Streicher war.
Das Ehepaar Streicher gehörte zu den Gründern der Gesellschaft der Musikfreunde in Wien.
Nannette Streicher starb am 16. Januar 1833. Sie wurde laut Damen Conversations Lexikon auf dem Sankt Marxer Friedhof beigesetzt. Nach dessen Schließung wurde sie gemeinsam mit ihrem Mann Johann Andreas Streicher in ein Ehrengrab auf dem Wiener Zentralfriedhof umgebettet (Gruppe 32A Nr. 30). Nach ihrem Sohn Johann Baptist Streicher ist in der Landstraße die Streichergasse benannt. Der Komponist Theodor Streicher war ihr Urenkel.

## Werke
- Deux Marches pour le Piano Forte. Composées par Madame Nannette Streicher née Stein. Prix 75 Cs. Bonn et Cologne chez N. Simrock. Propriété de l‘Editeur 1378. [1827].
- Klage über den frühen Tod der Jungfer Ursula Sabina Stage. Für eine Singstimme und Klavier (c-Moll), Augsburg 1788.
- Marche à huit Instruments à vent. Nikolaus Simrock, Bonn et Cologne, 1817.[4]

## Aufnahmen
- Jan Vermeulen: Franz Schubert „Works for fortepiano. Volume 1“. Nannette Streicher 1826, Hammerklavier